# Page & Plant
Page and Plant es el nombre bajo el que Jimmy Page y Robert Plant, antiguos componentes de Led Zeppelin, grabaron y se fueron de gira a mediados de los 90. Los primeros planes de reunión son de 1993, en una charla entre los dos de colaboración a causa de haber recibido una invitación para grabar un álbum acústico para la MTV.
Page y Plant pasaron a formar parte un 17 de abril de 1994 del Alexis Korner Blues Show en Buxton, Inglaterra. El 25 y 26, grabaron actuaciones en Londres, Gales, y Marruecos con orquestación egipcia y marroquí de varios temas de Led Zeppelin además de cuatro nuevas canciones. Las actuaciones se transmitieron un 12 de octubre, y tuvieron tal éxito comercial y artístico que Page y Plant decidieron coordinar una gira con inicio en febrero de 1995. La actuación Unplugged fue publicada como álbum en noviembre de 1994 bajo el nombre de No Quarter: Jimmy Page and Robert Plant Unledded.
La formación de la banda incluía a Charlie Jones tocando el bajo y percusión, Michael Lee en la batería, Porl Thompson a la guitarra y el banjo, Najma Akhtar como segunda vocalista, Jim Sutherland a la mandolina y el bodhrán, Nigel Eaton con la zamfona, y Ed Shearmur a cargo del órgano Hammond con arreglos orquestales. Posteriormente, entraron en el estudio con el legendario ingeniero Steve Albini para grabar Walking into Clarksdale, álbum de material completamente nuevo. A diferencia de Unledded, este disco no fue comercialmente tan exitoso, lo que condujo a la lenta disolución de la banda, yendo sus miembros a parar a otros proyectos.

## Intérpretes
- Jimmy Page - Guitarras acústica y eléctrica, mandolina, producción
- Robert Plant - Vocalista, productor
- Charlie Jones - Bajo, percusión
- Michael Lee - Batería y percusión
- Ed Shearmur - Arreglos orquestales, órgano
- Porl Thompson - Banjo, guitarra
- Nigel Eaton - Zanfona
- Joe Sutherland - Mandolina, bodhran

## Discografía

### Álbumes
| Year | Name                                             |
| ---- | ------------------------------------------------ |
| 1994 | No Quarter: Jimmy Page and Robert Plant Unledded |
| 1998 | Walking into Clarksdale                          |

### DVD
| Year | Name                                             |
| ---- | ------------------------------------------------ |
| 2004 | No Quarter: Jimmy Page and Robert Plant Unledded |